# 4-Acetoxi-DET
4-Acetoxi-DET (4-AcO-DET; 4-Acetoxi-N,N-dietiltriptamina) é uma triptamina psicodélica. Foi sintetizada pela primeira vez em 1958 por Albert Hofmann, quando este trabalhava nos laboratórios da farmacêutica Sandoz

## Dosagem
4-AcO-DET pode ser administrado por via oral, e dosagens a partir de 10 mg são suficientes para produzir efeitos. Os efeitos duram de 4 a 6 horas. Quando convertido em base livre, pode ser fumado e seus efeitos são potencializados enquanto a duração diminui.

## Legalidade

### Suécia
O Parlamento da Suécia classificou o 4-AcO-DET como "perigoso para a saúde", e em 2005 a triptamina entrou no rol de drogas ilegais, proibindo sua venda e posse.